# Cotner-Bevington
Die Cotner-Bevington Corporation war ein US-amerikanischer Kraftfahrzeughersteller. Das in Blytheville (Arkansas) ansässige Unternehmen hatte sich auf die Herstellung von Fahrzeugen für Unternehmen (Krankenwagen, Leichenwagen etc.) spezialisiert.

## Geschichte

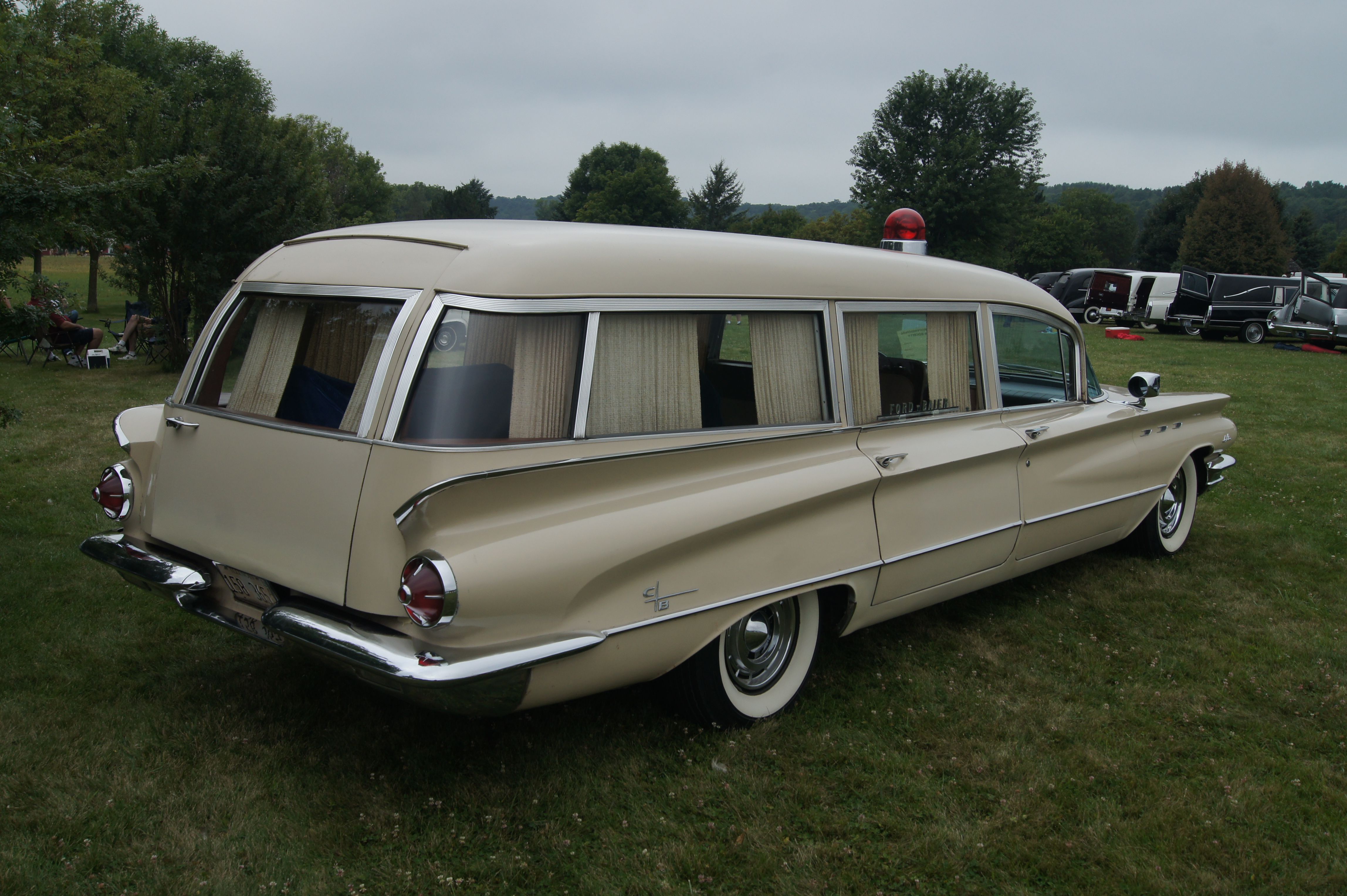
Buick LeSabre mit Krankenwagenaufbau von Cotner-Bevington

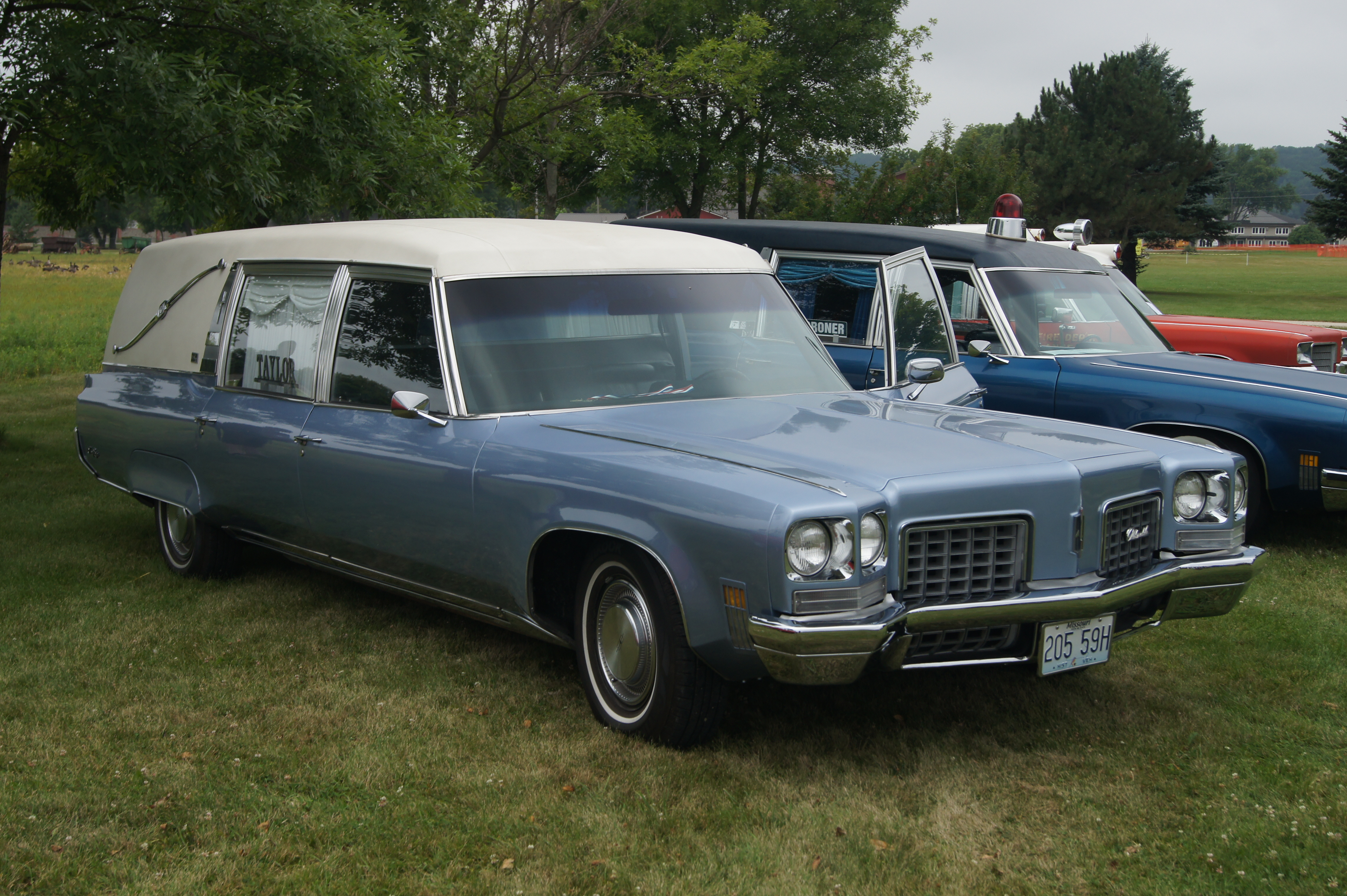
Oldsmobile Ninety-Eight mit Leichenwagenaufbau von Cotner-Bevington

Die Comet Coach Company wurde 1955 in  Memphis (Tennessee) gegründet. Nachdem das Unternehmen 1959 seinen Markennamen Comet an die Ford Motor Company verkauft hatte und der Miteigentümer Jack Pinner mit der Pinner Coach Company sein eigenes Unternehmen gegründet hatte, benannten die übrigen beiden Eigentümer Waldo J. Cotner (1909–2001) und Robert Bevington (1911–2000) das Unternehmen in Cotner-Bevington Corporation um. Im gleichen Jahr wurde die Produktion in ein neu errichtetes Werk in Blytheville (Arkansas) verlagert.
In den ersten Jahren wurden vor allem Oldsmobile und in geringem Umfang Chevrolet und Buick umgebaut. Dabei wurde das Unternehmen durch General Motors mit unfertigen Fahrzeugen der Typen Oldsmobile Super 88 und Oldsmobile 98 beliefert. Die Fahrzeuge wurden verlängert und mit entsprechend vergrößerten Seitenfenstern ausgestattet. Die Verkleidung erfolgte aus Stahl.
Ab 1962 begann Cotner-Bevington ein Fahrzeug mit der Bezeichnung Seville auf einem unveränderten Oldsmobile-Fahrgestell anzubieten. Die Fahrzeuge verfügten über ein höheres Dach, behielten jedoch die ursprünglichen Windschutzscheiben und Seitenscheiben. Ab 1963 wurde Industrieglas in den Seitenscheiben verwendet.
Die Divco-Wayne Corporation erwarb 1965 Cotner-Bevington um eine preiswerte Alternative zu ihren Cadillac-Fahrzeugumbauten von Miller-Meteor anbieten zu können. Cotner-Bevington nutzte ab dieser Zeit Chassis des Oldsmobile 98. Ziel von Divco-Wayne war es, aus Cotner-Bevington ein Karosseriebauunternehmen zu machen, bei dem aus standardisierten Teilen so viele wie mögliche Karosserievarianten angeboten werden konnten. Neben der Karosserie wurde auch die Ausstattung standardisiert, so verfügten alle angebotenen Fahrzeuge ab 1967 über ein Radio und eine Klimaanlage.
1968 verkauften Cotner und Bevington nach Differenzen über die weitere Unternehmensausrichtung ihre Anteile an Divco-Wayne und gründeten die American Quality Coach Company.
Im gleichen Jahr wurde Divco-Wayne vom Holzunternehmen Boise Cascade erworben. Dieses hatte jedoch nur Interesse an der Fertigteilhaus-Abteilung und verkaufte den Rest des Unternehmens weiter an das Textilkonglomerat Indian Head Inc.
Ab Anfang der 1970er Jahre wurden die Fahrzeuge von Cotner-Bevington auch unter der Markenbezeichnung Wayne Sentinel produziert. Zur gleichen Zeit ließ auch die Nachfrage nach Krankentransportfahrzeugen auf PKW-Basis nach. Mit dem 1973 beschlossenen und 1978 in Kraft tretenden EMS Systems Act erhielten die Gemeinden und Countys staatliche Förderung, wenn sie Krankentransportfahrzeuge beschafften, die neuen einheitlichen Anforderungen entsprachen. Dabei waren solche Fahrzeuge auf der Basis von PKWs nicht mehr vorgesehen. 
1975 wurde die Herstellung von Fahrzeugen von Cotner-Bevington eingestellt und der Betrieb geschlossen.